# Rebeca Andrade
Rebeca Rodrigues de Andrade (Guarulhos, 8 maggio 1999) è una ginnasta brasiliana, due volte vice campionessa olimpica all-around e campionessa del mondo all-around nel 2022.
Ottima all-arounder senza attrezzi deboli, al volteggio è stata campionessa olimpica a Tokyo 2020 e due volte campionessa del mondo, è stata inoltre vice-campionessa del mondo nel 2021 alle parallele, bronzo mondiale nel 2023 alla trave e campionessa olimpica al corpo libero nel 2024.
È, insieme a Aliya Mustafina e Simone Biles, l'unica ginnasta ad aver vinto una medaglia in ogni finale ai Campionati del mondo dopo l'introduzione del nuovo Codice dei Punteggi.
È inoltre l'unica ginnasta ad aver battuto Simone Biles al corpo libero in una finale mondiale o olimpica.
Nonostante la sua carriera sia stata ostacolata da tre diversi infortuni al legamento crociato anteriore (nel 2014, 2017 e 2019), alle Olimpiadi di Tokyo 2020 è riuscita a imporsi vincendo l'argento nell'all-around e l'oro al volteggio, diventando così la prima ginnasta brasiliana a vincere una medaglia olimpica. Nel 2022 si è laureata campionessa del mondo nel concorso individuale, prima brasiliana a riuscire nell'impresa.

## Carriera junior
Rebeca Andrade ha debuttato a livello junior partecipando nel 2012 ai Campionati Sudamericani di categoria, vincendo la medaglia d'oro con il Brasile e conquistando altri tre ori nel concorso generale, al volteggio e alle parallele asimmetriche, oltre a due secondi posti ottenuti alla trave e al corpo libero. L'anno successivo ha disputato le Gymnasiadi che si sono svolte a Brasilia, vincendo la medaglia d'oro al volteggio, l'argento con la squadra e il bronzo individuale. Un infortunio al crociato le impedisce di prendere parte ai Giochi olimpici giovanili di Nanchino 2014.

## Carriera senior

### 2016
Insieme a Jade Barbosa, Daniele Hypólito, Flávia Saraiva, e Lorrane Oliveira, ha fatto parte della nazionale brasiliana che ha disputato le Olimpiadi di Rio de Janeiro 2016, concludendo il concorso a squadre all'ottavo posto. Col terzo miglior punteggio ha inoltre guadagnato l'accesso alla finale del concorso individuale, terminando poi in undicesima posizione.

### 2017
Partecipa al Trofeo Città di Jesolo, dove vince l'argento con la squadra e nell'all-around. Nelle finali di specialità termina quinta alle parallele, sesta alla trave e quarta al corpo libero. Ha poi preso parte alla Koper Challenge Cup vincendo l'oro al volteggio. A maggio si procura un infortunio alla caviglia durante gli allenamenti. Ad agosto partecipa ai Campionati Nazionali gareggiando solo alle parallele, dove vince l'oro.
Viene scelta per i Campionati del mondo di Montreal, ad ottobre, ma durante il riscaldamento si infortuna il crociato ed è costretta a rinunciare alle gare.

### 2018-19
Andrade ritorna a gareggiare solo a settembre del 2018, in occasione dei Campionati Panamericani. Gareggia solo al volteggio e alle parallele, aiutando la squadra a vincere la medaglia d'argento. A ottobre partecipa ai Campionati del mondo, aiutando il Brasile a qualificarsi per la finale a squadre, conclusa poi al settimo posto. Gareggia poi alla Coppa del Mondo di Cottbus, dove vince due ori (volteggio e trave) e un argento alle parallele.
Ai Campionati Nazionali del 2019, Andrade subisce il terzo infortunio al crociato della sua carriera, che le impedisce di prendere parte a tutte le gare del 2019.

### 2020-21
Andrade ritorna alle competizioni in occasione della Coppa del Mondo di Baku, a febbraio 2020. A luglio, Andrade e altre atlete della nazionale brasiliana si spostano in Portogallo, poiché la situazione pandemica non consentiva di proseguire gli allenamenti.
Nel 2021 gareggia ai Campionati Panamericani, ultima occasione per qualificarsi alle Olimpiadi di Tokyo. La squadra brasiliana vince la medaglia d'oro e Andrade vince anche l'oro nell'all-around, guadagnando così il pass individuale per le Olimpiadi. 
Durante le Olimpiadi di Tokyo 2020, accede alla finale all-around col secondo miglior punteggio, dietro a Simone Biles; si qualifica inoltre per le finali al volteggio e al corpo libero. Il suo punteggio d'esecuzione ottenuto per il salto Cheng al volteggio (9,4) è anche il punteggio più alto ottenuto a queste Olimpiadi. Il 29 luglio partecipa alla finale all-around, dove vince l'argento dietro a Sunisa Lee: è la prima medaglia olimpica vinta da una ginnasta brasiliana. Il 1º agosto vince la medaglia d'oro nella finale al volteggio, diventando così anche la prima ginnasta brasiliana a vincere una medaglia d'oro alle Olimpiadi. Il 2 agosto partecipa alla finale al corpo libero, concludendo la gara al quinto posto. 
Continua la preparazione per partecipare ai Campionati Mondiali di Kitakyushu, dove vince l'oro al volteggio e l'argento alle parallele.